# Kärrtistel
Kärrtistel (Cirsium palustre) är en art tillhörande familjen korgblommiga växter. Den förekommer i Sverige både som två- och flerårig.
Arten blir mellan 50 och 250 centimeter hög. Den har smala mörkgröna parflikiga blad som har taggig kant och blekgrön undersida.
Den blommar mellan juni och september, men i Sverige börjar blomningen normalt inte förrän i juli. Kärrtistel får då 2 till 8 stycken blomkorgar som är 7 till 10 millimeter breda och mörklila till färgen. Artens frö är försett med fjäderpensel. Hela plantan kan ofta ha en brunrödaktig ton. Holkfjällen är glest håriga och ibland klibbiga. Kärrtistel växer ofta, som namnet antyder, vid kärr men även längs diken och på fuktiga betesmarker och där det finns öppen fuktig mull- och torvmark. Bildar hybrider tillsammans med brudborste, jordtistel och kåltistel. Artepitetet palustre kommer ifrån latinets palus som betyder kärr, och syftar på den typiska biotopen.
Kärrtistel är mycket vanlig i hela Norden, med undantag för fjälltrakterna och Island.

## Externa länkar

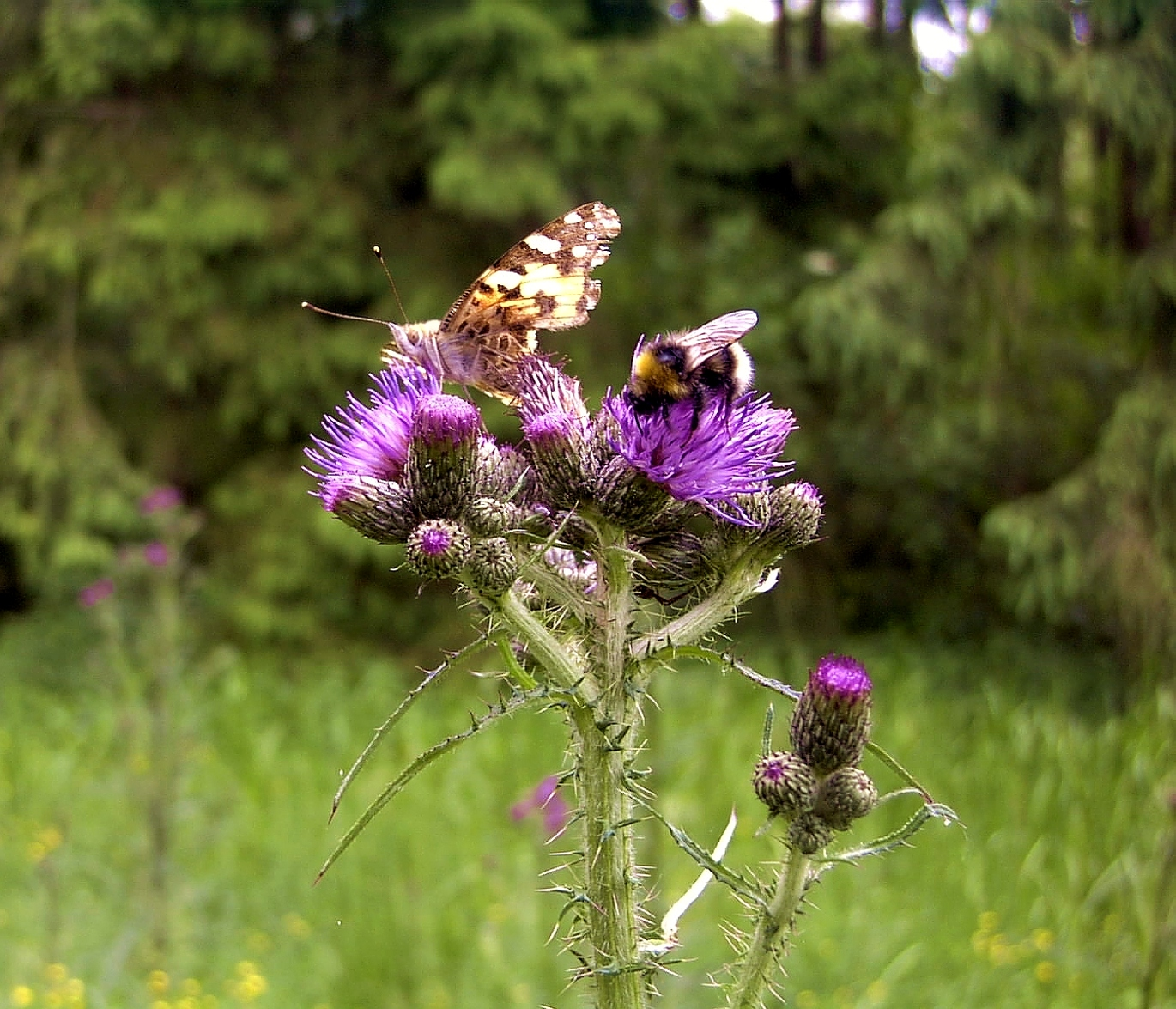